# Scriptaphyosemion geryi
Scriptaphyosemion geryi är en fiskart som först beskrevs av Lambert, 1958.  Scriptaphyosemion geryi ingår i släktet Scriptaphyosemion och familjen Nothobranchiidae. IUCN kategoriserar arten globalt som livskraftig. Inga underarter finns listade i Catalogue of Life.